# Зуяковский сельсовет
Зуяковский сельсовет — муниципальное образование в Белорецком районе Башкортостана России.

## История
Образован в соответствии с указом Президиума Верховного Совета Башкирской АССР от 25.04.1980 года № 6-2/116 «Об образовании Зуяковского сельсовета в составе Белорецкого района».
Согласно Закону о границах, статусе и административных центрах муниципальных образований в Республике Башкортостан имеет статус сельского поселения.

## Население
| 2002  | 2009  | 2010  | 2012  | 2013  | 2014  | 2015  |
| ----- | ----- | ----- | ----- | ----- | ----- | ----- |
| 1319  | ↗1507 | ↘1407 | ↘1394 | ↘1390 | ↘1360 | ↘1325 |
| 2016  | 2017  |       |       |       |       |       |
| ↗1336 | ↘1311 |       |       |       |       |       |

## Состав сельского поселения
| № | Населённый пункт | Тип населённого пункта       | Население |
| - | ---------------- | ---------------------------- | --------- |
| 1 | Зуяково          | село, административный центр | ↘849      |
| 2 | Габдюково        | село                         | ↗558      |